# Scarface (1983)
Scarface är en amerikansk kriminaldrama-thriller från 1983 i regi av Brian De Palma med Al Pacino i huvudrollen. Filmen hade Sverigepremiär den 23 mars 1984. Filmen handlar om Antonio "Tony" Montanas (Al Pacino) väg från samhällets botten som nyligen immigrerad kuban till toppskiktet i Miamis undre värld.

## Handling
År 1980 anländer den kubanske flyktingen Antonio "Tony" Montana till Miami, där han tillsammans med tre vänner friges från ett flyktingläger efter ett uppdrag för knarkhandlaren Frank López (Robert Loggia). Tony börjar arbeta inom López organisation och avancerar snabbt. Under ett uppdrag i Bolivia får han kontakt med knarkkungen Alejandro Sosa (Paul Shenar), vilket leder till att Tony tar över López verksamhet efter att ha eliminerat både honom och en korrupt polis.
Tony gifter sig med López före detta flickvän Elvira (Michelle Pfeiffer) och bygger ett narkotikaimperium, men missbruk och våldsam livsstil leder till instabilitet. När han vägrar mörda en journalist åt Sosa bryter samarbetet samman. Efter att ha dödat sin svåger i ett vredesutbrott barrikaderar sig Tony i sin lyxvilla, där han dödas i en våldsam slutstrid mot Sosas män. Han faller till slut död framför en fontän med texten "The World Is Yours".

## Rollista
| Al Pacino                   | – Antonio "Tony" Montana    |
| Steven Bauer                | – Manolo "Manny Ray" Ribera |
| Michelle Pfeiffer           | – Elvira Hancock            |
| Mary Elizabeth Mastrantonio | – Gina Montana              |
| Robert Loggia               | – Frank López               |
| Míriam Colón                | – Georgina "Mama" Montana   |
| F. Murray Abraham           | – Omar Suárez               |
| Harris Yulin                | – Mel Bernstein             |
| Paul Shenar                 | – Alejandro Sosa            |
| Ángel Salazar               | – Chi Chi                   |
| Pepe Serna                  | – Angel Fernández           |
| Arnaldo Santana             | – Ernie                     |
| Michael P. Moran            | – Nick the Pig              |
| Al Israel                   | – Hector the Toad           |
| Mark Margolis               | – Alberto the Shadow        |
| Geno Silva                  | – The Skull                 |
| Dennis Holahan              | – Jerry                     |
| Michael Alldredge           | – George Sheffield          |
| Ted Beniades                | – Seidelbaum                |
| Richard Belzer              | – Komikern på Babylon Club  |

## Om filmen
- Filmen är en nyinspelning av filmen Scarface - Chicagos siste gangster från 1932 i regi av Howard Hawks.
- Medan Oliver Stone skrev manuset till denna film kämpade han själv mot sitt eget kokainmissbruk,[1] därför åkte han till Paris och skrev manuset till denna film för att komma bort från "kokainvärlden" (USA).
- Den bolivanske knarkkungen Alejandro Sosa var baserad på en verklig boliviansk knarkkung vid namn Roberto Suárez Gómez.[2]
- Al Pacino blev nominerad för en Golden Globe för bästa manliga huvudroll.
- Ett datorspel baserad på filmen kom 2006 med titeln Scarface: The World Is Yours.
- Filmen fick från början "X rating" av MPAA. Filmen fick stor uppmärksamhet då den innehåller några våldsamma scener som för sin tid ansågs vara mycket brutala. Motorsågsscenen var en av de våldsammaste scenerna i filmen. Kuriosa i sammanhanget är att motorsågsscenen som väckte mycket kritik och ansågs vara onödigt våldsam faktiskt aldrig visar själva isärsågningen, utan består av ljudeffekter och blodstänk.